# ديتر زالومون
ديتر زالومون (بالألمانية: Dieter Salomon)‏ هو سياسي ألماني، ولد في 9 أغسطس 1960 في أستراليا. حزبياً، نشط في حزب الخضر الألماني. انتخب عمدة وانتخب عضو مجلس الشورى الموحد بادن فورتمبيرغ ‏ وانتخب List of mayors of Freiburg ‏.

## وصلات خارجية
- ديتر زالومون على موقع مونزينجر (الألمانية)

- الموقع الرسمي